# Dieppespets
Dieppespets, smal variant av valenciennespetsen som tillverkades i Dieppe fram till slutet av 1800-talet. Spetstypen användes främst till dekoration av underkläder, barnkläder och till kragar.